# Bazeilles-sur-Othain
Bazeilles-sur-Othain es una población y comuna francesa, en la región de Lorena, departamento de Mosa, en el Distrito de Verdún y cantón de Montmédy.

## Demografía
| 118 | 118 | 109 | 96 | 72 | 91 |
| Para los censos de 1962 a 1999 la población legal corresponde a la población sin duplicidades (Fuente: INSEE [Consultar]) |     |     |    |    |    |